# Палян Ані Гагіківна
Палян Ані Гагіківна (нар. 21 серпня 1990 (34 роки) , Тбілісі ) — українська та російська плавчиня, майстер спорту України міжнародного класу. Бронзова призерка Літніх Паралімпійських ігор 2012 року.
Займається у секції плавання Кримського республіканського центру «Інваспорт». У 2018 році вступила до руху Putin Team.